# يفنيئيل
يفنيئيل أو يبنيئل هي موشافا ومجلس محلي في المنطقة الشمالية من إسرائيل. وهي واحدة من أقدم المجتمعات اليهودية الريفية في البلاد. وفي عام 2017، كان عدد سكانها 4,281 نسمة.

## التاريخ

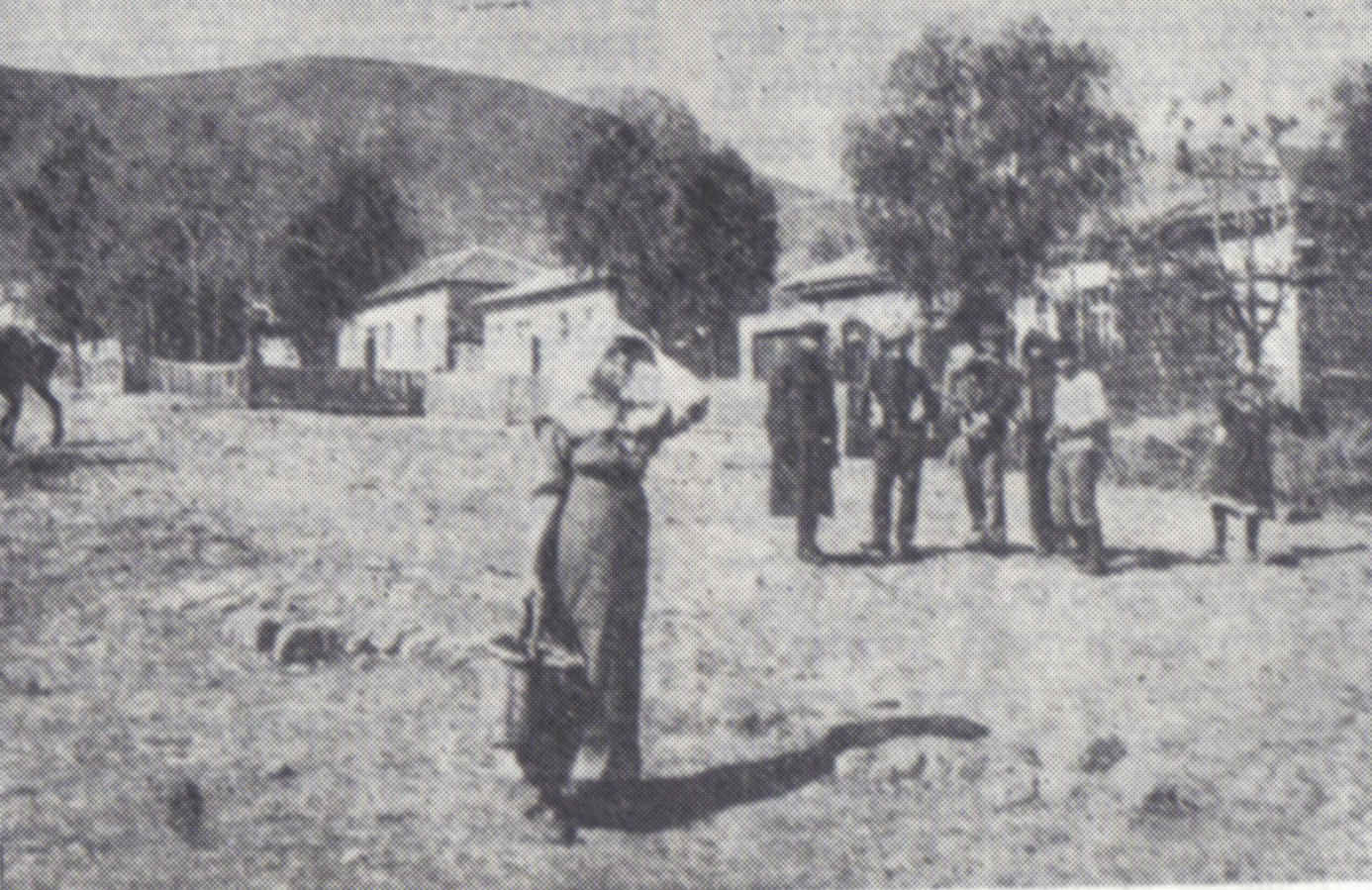
يفنيئيل في عام 1910

تم العثور على بقايا من العصر البرونزي المتأخر، الحديدي الأول والثاني، الفارسي، الهلنستي، الروماني والبيزنطي المتأخر هنا.
تم حفر مبنى سكني تم بناؤه في العصر الأموي ظل مأهولاً خلال الفترة العباسية (من القرن الثامن إلى القرن الثاني عشر الميلادي).
تم العثور على بقايا من العصر المملوكي.

### العصر العثماني
خلال العصر العثماني، كانت قرية المسلمين في المنطقة معروفة باسم «يمّه». وقد ورد ذكر القرية في الدفتر العثماني للعام 1555–56، وتقع في ناحية طبريا في لواء صفد، حيث تم تعيين أراضيها كأراضي تيمار.
تشير خريطة بيير جاكوتين من غزو نابليون عام 1799 إلى المكان. في عام 1875، زار فيكتور غويرين القرية ووصفها بأنها مدمرة ومبنية من حجر البازلت، وتقع في وادي خصب. في عام 1881، وصف المسح الذي أجراه صندوق استكشاف فلسطين لفلسطين الغربية أن يمّه لديها بيوت حجرية بازلتية تحتوي على 100 مسلم، في سهل صالحة للزراعة. لم تكن هناك حدائق أو أشجار، ولكن كان هناك ينبوعين قريبين وكانت القرية تحتوي على صهاريج. إلى الجنوب الغربي من هذا الموقع، كان هناك مصدر للمياه بين صخور الوادي.
كان التحايل أحد الطرق المطبقة في شراء الأراضي، إذ تلتمس الحيل في نقل ملكية الأراضي التابعة للأشخاص المتوفين الذين ورثهم أطفال صغار يتامى إلى المنظمات اليهودية، والتعاون في ذلك مع المأمورين مقابل الرشوة. ففي الشكاوى المرسلَة بتوقيع فاضل عيسى مختار عشيرة الدلايكة بتاريخ 22 تشرين الأول 1903 ورد أن "جمعية فلسطين" الصهيونية استولت على جميع الأراضي التابعة للعشيرة، وأنها أخرجتهم من أراضيهم وديارهم، ووزعتها على هذا وذاك. وأخفقت جميع محاولات الفلاحين المطالبة بحقوقهم بسبب تعاون الإداريين المحليين مع اليهود.
وبنِيت البيوت على الأراضي الميرية المحتلة من قبل وكلاء ناتان نرسيس بوساطة مدير تحريرات عكا في منطقة طبريا، واحتلت الأراضي التابعة لعشيرة الداليكة المجاورة، ووضَعتُ تحت تصرف المهاجرين اليهود الذين سكنوا في هذه البيوت. ولم يكتَفى بالترصف الفضفاض فيما ّ يتعلق بفعاليات اليهود المهاجرين، فتعدى الأمر إلى إجبار السكان المحليين على مغادرة أراضيهم بمساعدة قوات الجندرمة، مخالفين بذلك جميع الأوامر والتعليمات القادمة من إسطنبول.
وقد أرسل فاضل عيسى مختار عشيرة الدلايكة المقيم في قضاء طربيا - لواء عكا/ ولاية بيروت برقية تلغراف إلى السلطان، ذكر فيها أصحاب 16 قطعة أرض مساحتها الإجمالية 1.733 دونما،ً والأشخاص الذين انتقلت إليهم ملكيتها بوثائق بيع مزيفة على النحو الآتي: "أنا العبد الفقير مختار عرب الدلايكة أصادق على صحة جميع المعلومات الواردة بإيجاز في هذا الجدول. إنني على معرفة تامة بـأصحاب 16 قطعة أرض مساحتها 1,733 دونما، وقد نقلت جميع هذه الأراضي إلى الجمعية اليهودية بدون علمي، وإني لم أصادق على أي من هذه المعاملات، وإنه مل يجر تصديقها كذلك من قبل الحكومة المحلية. بنفس الشكل أعرض على مقام الخلافة العظيمة ورثة أصحاب الحق وانتقالاتهم بإضافتهم إلى هذا الجدول. نرجو إعادة الأراضي المسلوبة إلى أصحاب الحق، ورفع الظلم والكارثة عنهم."
كان المختار فضل عيسى قد تقدم سابقا بشكاوى فيما يخص انتقال الأراضي التابعة لهذه العشيرة إلى اليهود، وبرقية التلغراف التي أرسلها إلى إسطنبول في 5 كانون الأول 1901 واحدة من تلك البرقيات حول بيع نصف الأراضي التابعة هلذه العشيرة لناتان نرسيس باسم شركة البنك الزراعي اليهودية التي مقرها بيروت من قبل الشخص المدعو بربور توب بالحيلة. وورد في هذه البرقية أن والي بيروت وقائد الجندرمة عزيز بك مارسا عليه الضغط، وأن محاولاته بعدم نقل طابو الأراضي إلى اليهود لم تأت بالنتيجة 24. وبهذه الطريقة جرى انتقال 12 ألف دونًماً تابعة للعشيرة إلى اليهود، وفي عام ُ1903 نقلَت ملكية ما مجموعه 18.500 دونماً إلى اتحاد المستوطنات اليهودية بالتنسيق مع كالواريسكي ويوشع خانكني؛ منها 12 ألف دونم تابعا لقبيلة دلايكة السهو، و3,300 دونماً باعها عباس أفندي زعيم البهائية، وبقية الأراضي التي جرى الاستيلاء عليها من أراضي خربة أم جوني.
تأسست يفنيئيل من قبل جمعية الاستعمار اليهودي على أراضي خربة ينه التي اشتراها بارون روتشيلد، والقرويين من ميتولا ومنطقة حوران (المستوطنين اليهود من حوران، تم طردهم من هناك في عام 1898 من قبل السلطات العثمانية).

### حقبة الانتداب البريطاني
في تعداد فلسطين لعام 1922 الذي أجرته سلطات الانتداب البريطاني، بلغ عدد سكان يفنيئيل (يمه) 447 شخصاً، 82 مسلماً و365 يهودياً. في وقت تعداد 1931، كان يفنيئيل لا يزال لديها نفس عدد السكان البالغ 447 شخصًا. لكن الآن كان هناك 56 مسلمًا و391 يهوديًا، في ما مجموعه 102 منزلًا.
في إحصائيات عام 1945، كان لدى يفنيئيل 590 نسمة، جميعهم من اليهود.

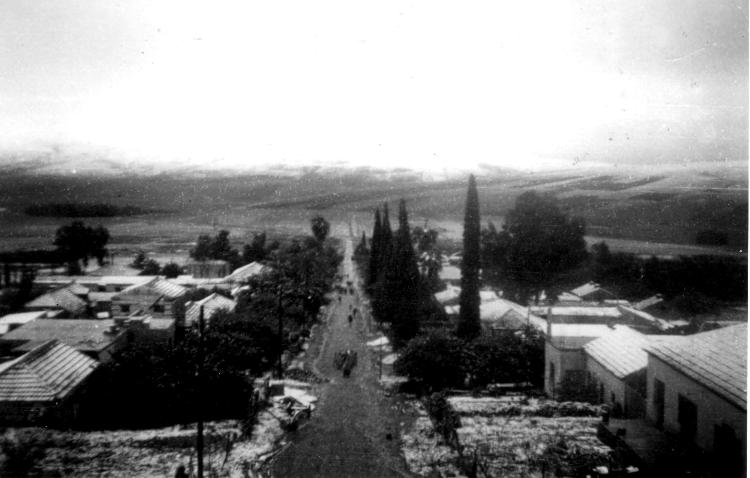
موشاف يفنيئيل، 1948

### إسرائيل
تم إعلان يافنئيل، التي تقع جنوب غرب طبريا، مجلساً محلياً في عام 1951. وفقا لمكتب الإحصاء المركزي الإسرائيلي، كان يبلغ عدد سكانها 3100 نسمة في عام 2008، بمعدل نمو قدره 1.4%. المجلس المحلي هو المسئول المشارك عن يفنيئيل وبيت قان ومشمار هشلوشا وسمدار. تم تأسيس العديد من المنظمات في يفنيئيل، بما في ذلك اتحاد المزارعين الإسرائيليين، وسرب الجليل، ولواء جولاني.

## قائمة المؤلفات
- Barron,  J. B.، المحرر (1923). Palestine: Report and General Abstracts of the Census of 1922. Government of Palestine.
- Brink,  van den، Edwin C.M. (4 ديسمبر 2017). "Yavne'el, Tel Yin'am". Hadashot Arkheologiyot – Excavations and Surveys in Israel ع. 129. مؤرشف من الأصل في 2019-12-16. {{استشهاد بدورية محكمة}}: الاستشهاد بدورية محكمة يطلب |دورية محكمة= (مساعدة)
- Conder، C.R.؛ Kitchener، H.H. (1881). The Survey of Western Palestine: Memoirs of the Topography, Orography, Hydrography, and Archaeology. London: صندوق استكشاف فلسطين. ج. 1.
- Dalali-Amos، Edna (16 أغسطس 2011). "Yavne'el". Hadashot Arkheologiyot – Excavations and Surveys in Israel ع. 123. مؤرشف من الأصل في 2019-12-16. {{استشهاد بدورية محكمة}}: الاستشهاد بدورية محكمة يطلب |دورية محكمة= (مساعدة)
- Dalali-Amos، Edna (19 ديسمبر 2011). "Yavne'el, Bet Gan". Hadashot Arkheologiyot – Excavations and Surveys in Israel ع. 123. مؤرشف من الأصل في 2019-12-16. {{استشهاد بدورية محكمة}}: الاستشهاد بدورية محكمة يطلب |دورية محكمة= (مساعدة)
- Department of Statistics (1945). Village Statistics, April, 1945. Government of Palestine. مؤرشف من الأصل في 2019-04-02.
- Guérin, V. (1880). Description Géographique  Historique et Archéologique de la Palestine (بالفرنسية). Paris: L'Imprimerie Nationale. Vol. 3: Galilee, pt. 1.
- Hadawi، S. (1970). Village Statistics of 1945: A Classification of Land and Area ownership in Palestine. Palestine Liberation Organization Research Centre. مؤرشف من الأصل في 2019-07-08.
- Hanna، Butros (30 سبتمبر 2009). "Yavne'el". Hadashot Arkheologiyot – Excavations and Surveys in Israel ع. 121. مؤرشف من الأصل في 2019-12-16. {{استشهاد بدورية محكمة}}: الاستشهاد بدورية محكمة يطلب |دورية محكمة= (مساعدة)
- Hanna، Butros (29 أغسطس 2017). "Yavne'el". Hadashot Arkheologiyot – Excavations and Surveys in Israel ع. 129. مؤرشف من الأصل في 2019-12-16. {{استشهاد بدورية محكمة}}: الاستشهاد بدورية محكمة يطلب |دورية محكمة= (مساعدة)
- Karmon, Y. (1960). "An Analysis of Jacotin's Map of Palestine" (PDF). Israel Exploration Journal. ج. 10 ع. 3, 4: 155–173, 244–253. مؤرشف من الأصل (PDF) في 2019-12-22.
- Palmer، E.H. (1881). The Survey of Western Palestine: Arabic and English Name Lists Collected During the Survey by Lieutenants Conder and Kitchener, R. E. Transliterated and Explained by E.H. Palmer. صندوق استكشاف فلسطين.
- Rhode، H. (1979). Administration and Population of the Sancak of Safed in the Sixteenth Century. جامعة كولومبيا. مؤرشف من الأصل في 2019-04-20.

## وصلات خارجية
- Nefesh B'Nefesh Community Guide for Yavnael, Israel
- Official website of Breslov community in yavne'el
- Survey of Western Palestine, Map 6: IAA, Wikimedia commons